# Isis River (Pages River)
Der Isis River ist ein Fluss im Osten des australischen Bundesstaates New South Wales.
Er entspringt an den Südhängen des Crawney Mountain in der Great Dividing Range. Von dort fließt er nach Süden durch die Kleinstadt Timor. Nördlich der Kleinstadt Gundy, in der Nähe des Lake Glenbawn, mündet er in den Pages River.